# Paul Barsch

Paul Barsch

Paul Barsch (* 16. März 1860 in Niederhermsdorf im Landkreis Neisse, Provinz Schlesien; † 3. August 1931 in Schieferstein am Zobten; Ps. Fritz Hartwig) war ein deutscher Lyriker und Erzähler.

## Leben
Paul Barsch war der Sohn einer armen Handwerkerfamilie. Seine Eltern waren der Tischler August Barsch und Anna Barsch, die in der Gegend von Mogwitz und Waltdorf Hütemagd gewesen war. Die Mutter und die (gleichnamige) Schwester Anna hat Barsch noch 1901 finanziell unterstützt. Sein jüngerer Bruder Carl Barsch starb 1891 in Potsdam, wo er als Gärtner im Schlosspark von Sanssouci angestellt war.
Ein älterer Bruder und drei jüngere Geschwister starben an der Schwindsucht, die der Siebenjährige überlebte, der allerdings für mehrere Jahre wegen skrofulöser Geschwüre erblindete. In dieser Zeit vermittelte ihm seine Mutter, die nach Barschs Erinnerungen als Kind dem liedersammelnden Dichter Hoffmann von Fallersleben begegnet war, die Poesie und das Volksliedgut seiner Heimat. Vom Tragen der sogenannten „Glaskrächze“, einer Vorrichtung zum Transport von Glasscheiben und Holzrahmen, trug der Zehnjährige eine lebenslange Verkrüppelung davon. Infolge dieser Erkrankungen besuchte der Junge die Dorfschule nur unregelmäßig und insgesamt zwei Jahre lang.
Dennoch gehörte Barsch zu den wenigen Einwohnern des Orts, die das Lesen und Schreiben erlernt hatten, und wurde früh mit den Gedichten von Friedrich Schiller vertraut.

## Wanderjahre als Handwerkergeselle
Nach dem Tod seines Vaters (1875) ging Barsch selbst bei einem Tischler in die Lehre und zwei Jahre später als Geselle auf Wanderschaft, zuerst nach Goldberg, wo es ihm gelang, einen Zeitungsredakteur für seine nachts unter der Werkbank geschriebene Lyrik zu interessieren und erstmals ein Gedicht zu veröffentlichen.
Nachdem er sich in Niederschlesien, an der Mosel und am Rhein, in Belgien, Luxemburg und Lothringen bei wechselnden Arbeitgebern als Geselle verdingt hatte, durchwanderte er auch Österreich, das Elsass und die Schweiz. In Stuttgart besuchte er Karl Gerok. Für das Gedicht Agnes erhielt er bei einem Wettbewerb des Vereins Breslauer Dichterschule einen Sonderpreis von 60 Reichsmark und wurde vom Vorsitzenden Theobald Nöthig zu einer Lesung nach Breslau eingeladen, wo er im September 1881 der Dichterschule beitrat.
Mehrere Jahre arbeitete Barsch in der Werkzeugmaschinenfabrik von Richard Standfuß in Breslau, bis er durch einen Arbeitsunfall, bei dem er sich die Finger der rechten Hand zerschnitt, zum Invaliden wurde. Unterstützungsangebote prominenter Autoren wie Richard Schmidt-Cabanis lehnte er ab und ging wieder auf Wanderschaft. Der schlesische Mundartdichter Max Heinzel und August Kruhl, ein einsiedlerisch lebender Vegetarier und Lebensreformer, nahmen ihn in Reichenbach auf; in Hirschberg betätigte sich Barsch wieder als Tischler. Kruhl entdeckte Barschs journalistische Begabung und vermittelte seine Gerichtsreportagen an Breslauer Blätter.

## Redakteur und Dichter

Titelcover des Romans Von einem, der auszog (1905)

Der Redakteur Maximilian Schlesinger verschaffte Barsch 1884 eine Stelle als Redakteur der Literaturbeilage zur Breslauer Gerichts-Zeitung, die er 17 Jahre innehatte, seit 1897 als Chefredakteur. Überdies betreute er von 1889 bis 1893 die Monatsblätter der Breslauer Dichterschule und veröffentlichte hier unter anderen Erstlings- und Frühwerke von Rainer Maria Rilke, Stefan Zweig und Karl Kraus. Später wurden die jungen, damals unbekannten Autoren Armin T. Wegner und Max Herrmann-Neisse von Barsch gefördert. Die Ära der Redaktion von Paul Barsch gilt als „Glanzperiode des Vereinsorgans“. 1901 wurde das Blatt in Der Osten umbenannt, und Barsch übernahm ab 1. Januar 1904 erneut die Redaktion.
Weitere Freunde Barschs im Umkreis der Breslauer Dichterschule waren Hermann Stehr, Carl Hauptmann, Philo vom Walde, Wilhelm Arent, Arthur Silbergleit, Paul Mühsam und Walter Meckauer. Mit Ludwig Jacobowski, der ihn in seine Anthologie Neue Lieder der besten neueren Dichter für's Volk (1900) aufnahm, führte er einen regen Briefwechsel, ebenso mit Carl Busse, Karl Bleibtreu und anderen Vertretern des Naturalismus. Später holte Alfred Oehlke den Dichter als Mitarbeiter an die Breslauer Zeitung. Eine gemeinsame Reise mit dem katholischen Volksschriftsteller Paul Keller führte Barsch 1903 von Genua aus in den Nahen Osten, nach Algier und Tunis und wieder zurück nach Italien sowie zu einer Audienz bei Papst Pius X. im Vatikan.
Seine Lyrik gab der Autor zuerst 1884 in Buchform heraus und bearbeitete die Texte in neuen Auflagen immer wieder. Für den Literaturhistoriker Arno Lubos ist Barsch „bis zum heutigen Tag einer der geschätztesten schlesischen Schriftsteller“.
1905 veröffentlichte Barsch sein Hauptwerk, den Roman Von Einem, der auszog, der seine Schicksale in der Erzählung des schlesischen Wandergesellen Julius Kattner schilderte. Gerhart Hauptmann hatte das Manuskript dem S. Fischer Verlag empfohlen; es erschien dann in zwei Bänden bei Eduard Trewendt, später bei L. Heege, einem schlesischen Verlag in Schweidnitz, und wurde unter anderen von Detlev von Liliencron in der Neuen Freien Presse hymnisch rezensiert. Die bei aller Selbstironie naturalistische Darstellung des Elends der Landstraße und der Obdachlosenasyle trug dem Autor den Ruf eines „schlesischen Gorki“ ein. Das Buch ist außerdem eine wichtige Quelle für die Sondersprache der deklassierten Unterschicht, das Rotwelsch. Bis 1933 erschienen zahlreiche Auflagen und eine gekürzte Volksausgabe in einem Band sowie Übersetzungen in andere Sprachen.
1886 heiratete Barsch die Mecklenburgerin Hedwig Wigger (1852–1918), die als Erzieherin bei einem regierenden Minister in Portugal und in Wien gearbeitet hatte, aus dem Portugiesischen übersetzte und für verschiedene Journale über Neuerscheinungen der portugiesischen Literatur berichtete. Ihre gemeinsame Tochter Julia (1886–1923) trat mit Rezitationen auf und war Mitarbeiterin am Feuilleton der Breslauer Zeitung. Später heiratete sie den Görlitzer Gymnasiallehrer Paul Gatter; die Enkel des Ehepaars sind der 1997 verstorbene Fernsehjournalist Peter Gatter, der Historiker Thomas Gatter, der Publizist Nikolaus Gatter und der Politiker Stephan Gatter.

## Ruhm und letzte Lebensjahre
Seit 1. April 1901 lebte Barsch als freier Schriftsteller. Im Jahr 1900 übersiedelte er mit seiner  Familie nach Grüneiche, einem ländlichen Vorort; seit 1905 lebte er wieder in Breslau. In Schieferstein richtete er sich ein Sommerhaus ein, wo sich auch der Mundartdichter Ernst Schenke niederließ und wohin Carl Busse, Armin T. Wegner und viele andere Autoren zu Angel-Ausflügen kamen. Im Zweiten Weltkrieg fand der von den Nationalsozialisten verfolgte und in Berlin ausgebombte ehemalige Reichstagspräsident Paul Löbe Zuflucht in diesem Haus und wurde hier nach dem Attentat vom 20. Juli 1944 verhaftet.
Zum fünfzigsten Geburtstag wurde der Dichter am 16. März 1910 mit einer Matinee im Breslauer Stadttheater geehrt; Maximilian Schmergalski porträtierte ihn mit einer Holzplastik. Zum 60. Geburtstag schrieb ihm die Stadt Breslau einen Ehrensold aus. Paul Schulz schuf um 1930 eine Bronzeskulptur von Paul Barsch, die in der Universität aufgestellt wurde. Anlässlich des sechzigsten Geburtstags 1920 beschloss der Stadtrat, dem Dichter eine jährliche Ehrengabe von 3000 Reichsmark zu bewilligen.
Der seit kurz vor Ende des Ersten Weltkriegs verwitwete Autor heiratete im Dezember 1920 die Lyrikerin Marie Muthreich (1884–1961), die auch seine Biographie verfasste.
Barsch war Mitglied im Bund der Freimaurer, dort bekleidete er das Amt des Meister vom Stuhl der Loge Settegast zur deutschen Treue in Breslau.
Am 3. August 1931 verstarb Paul Barsch in seinem Haus in Schieferstein (heute: Przemiłów) am Zobten.

## Urteile über Paul Barsch
- „Der Dichter, Landsmann, Wanderer Paul Barsch lebt, mitten in dieser aufgewühlten Zeit, im Bewußtsein als etwas Friedlichernstes, Echtes, Liebenswertes. Wenn ich mit Gerhart Hauptmann über ihn sprach, fand ich bei Hauptmann die gleiche Zuneigung für Barsch, die ich selbst habe.“ Alfred Kerr

- „Paul Barsch hat zwar nur eine einfache Dorfschule besucht, aber doch für sein Dichtertum sehr instruktive Lektionen genossen, in Werkstätten, in Schänken und Spelunken, auf der Landstraße, in den Winkeln und Gassen kleinerer Städte, auf dem Lande, bei Schifferleuten, im Zigeunerlager, in kalten Scheuern und bei lustigen Festen hat er studiert... Das Leben war seine hohe Schule und selten ist da ein gelehrigerer Schüler hineingegangen. Aus der Brust der allergrößten alma mater der Welt, dem ewig klugen, ewig zweifelnden, immer vorwärtsstrebenden, alle, alle Fakultäten umfassenden Leben hat er seiner Seele Nahrung genossen. Wie Maxim Gorki war er so lange unter den Kleinen und Kleinsten, bis er, wie kein anderer, befähigt war, die Naturgeschichte des kleinen Mannes zu schreiben.“ Paul Keller

- „Dieses Buch kann für immer bereichern, fördern, beglücken. Paul Barsch ist ein wahrhaft echter Dichter, ein guter, lustiger, vielerfahrener Mensch, ein ganzer Kerl. Wenn ich vergleichen soll, so möchte ich sagen, daß dieses kostbare Buch die Mitte hält zwischen Eichendorffs ‚Taugenichts‘ und Gorkis Barfüßlergeschichten. Sein echt deutscher Charakter (ich meine das Deutschtum etwa im Sinn der Brüder Grimm) macht es zu einem Volksbuch im allerschönsten, allertiefsten und allergrößten Sinn, zu einem Volksbuch, das gleichzeitig eines der schätzbarsten Kunstwerke, eine der innigsten Prosadichtungen ist.“ Detlev von Liliencron über Von Einem, der auszog

## Werke

### Lyrik
- Auf Straßen und Stegen. Lieder. Herausgegeben von Karl von Klarenthal. Mit einem Vorwort von Richard Schmidt-Cabanis. Baumert & Ronge, Großenhain i. S. 1885
- Fliegende Blätter. Neue Lieder. Baumert & Ronge, Großenhain, Leipzig 1889
- Über der Scholle. Gedichte. Allgemeine Verlags-Gesellschaft, München 1904; 2., veränderte Auflage, L. Heege, Schweidnitz 1920; Neuauflage 1927 (Das schlesische Lied Bd. 2)

### Prosa
- (unter dem Namen Fritz Hartwig:) Die Rechte des Angeklagten. Ein unentbehrlicher Rathgeber und Wegweiser im Strafproceß. Arthur Bergmann, Breslau 1897
- Von Einem, der auszog. Ein Seelen- und Wanderjahr auf der Landstraße. Roman. 2 Bde., Eduard Trewendt, Berlin 1905
- Dass. Gekürzte Volksausgabe Bergstadtverlag Korn, Breslau, Leipzig [1924]
- Paul Barsch erzählt aus seiner Kindheit und Jugend. Mit einem Vorwort von Paul Keller. Bergstadtverlag Wilh. Gottl. Korn, Breslau 1933

### Herausgebertätigkeit
- Karl von Holtei: Die Vagabunden. 10. Aufl. Schweidnitz, L. Heege (Oskar Güntzel) 1909
- (Mit Carl Biberfeld:) Brause, du Freiheitssang! Ein Gedenkbuch zur Jahrhundertfeier der Freiheitskriege, hrsg. von der Stadt Breslau. L. Heege, Schweidnitz 1913
- Paul Keller, Marie Muthreich, Marie Klerlein, Hermann Stehr: Erzählungen und Dichtungen. L. Heege, Schweidnitz 1914 (Die schlesischen Bücher Bd. 1)
- Ein Buch vom Kriege. Erzählungen und Dichtungen von Richard Rieß, Felix Janoske, Paul Keller, Arthur Silbergleit, Margarete Kiefer-Steffe, Carl Biberfeld, Ernst Zettauer, Paul Barsch. L. Heege: Schweidnitz 1916 (Die schlesischen Bücher Bd. 2)
- Heimat und Freiheit. Schlesische Stimmen für Schlesiens Recht. Mit einer Einleitung v. Paul Barsch. L. Heege, Schweidnitz 1921

### Mitarbeit an Periodika
- Allgemeine Kunst-Chronik. Illustrirte Zeitschrift für Kunst, Kunstgewerbe, Musik, Theater und Literatur
- Arbeiter-Jugend. Organ für die geistigen und wirtschaftlichen Interessen der jungen Arbeiter und Arbeiterinnen
- Breslauer Gerichts-Zeitung
- Breslauer Zeitung
- Die Gartenlaube
- Der Gemittliche Schläsinger. Hauskalender für die Provinz Schlesien
- Die Gesellschaft. Monatschrift für Litteratur, Kunst und Sozialpolitik
- Hamburger Logenblatt. Mitteilungsblatt der Großen Loge von Hamburg und ihrer Tochterlogen
- Heimgarten. Eine Monatsschrift
- Moderne Dichtung. Monatschrift für Literatur und Kritik
- Monatsblätter. Organ der Breslauer Dichterschule (ab 1901: Der Osten. Literarische Monatsschrift der „Breslauer Dichterschule“)
- Oberschlesien. Zeitschrift zur Pflege der Kenntnis und Vertretung der Interessen Oberschlesiens
- Der Oberschlesier. Monatsschrift für das heimatliche Kulturleben
- Paul Kellers Monatsblätter Die Bergstadt
- Die schlesischen Bücher
- Schlesische Zeitung
- Schlesischer Almanach
- Schlesischer Musenalmanach. Ein poetisches Jahrbuch
- Der wahre Jacob
- Wir Schlesier!
- Der Zeitgenosse. Berliner Monatshefte für Leben, Kritik und Dichtung der Gegenwart

### Vertonungen
- Die Mütter. In: Fritz Fleck: Vier Gesänge für eine Singstimme mit Klavierbegleitung. Challier, Berlin [ca. 1900]
- Nun steht der Wald in Blüten (nach Mai) von Othmar Schoeck, opus Nr. 12, Manuskript in der Zentralbibliothek Zürich, in: Sämtliche Werke 1 (Inhaltsverzeichnis), Lieder aus der frühen Schaffenszeit I (bis 1910), Serie I: Sologesänge für eine Singstimme und Klavier (bzw. andere Instrumente), vorgelegt von Lukas Meister
- Begegnung. Nr. 1 in Paul Graener: Fünf Lieder im Volkston für eine Singstimme mit Klavier-Begleitung, opus 16. Eulenburg, Leipzig 1919
- Mai von Fritz Berhausen. In: Paul Kellers Monatsblätter Die Bergstadt 9 (1920/21), Bd. 2, S. 149 f.